# Demicryptochironomus congonsis
Demicryptochironomus congonsis är en tvåvingeart som beskrevs av Lehmann 1979. Demicryptochironomus congonsis ingår i släktet Demicryptochironomus och familjen fjädermyggor.
Artens utbredningsområde är Kongo. Inga underarter finns listade i Catalogue of Life.